# 이윤철 (방송인)
이윤철(한국 한자: 李潤哲 이윤철, 1954년 3월 8일~)은 전직 MBC 아나운서 출신이자, 서울 출생으로, 제14대 경북안동MBC 대표이사 사장 등을 지낸, 대한민국의 프리랜서 방송인 겸 대학 교수이자 기업인이다.
본은 충주(忠州)이며, 직계 가족관계로는 부인 조병희(1978년 11월 16일 결혼)와 1남 1녀(모두 결혼 및 성가)가 있다.

## 대표 경력
- 경북 안동문화방송 대표이사 사장
- 충남 공주한국영상대 방송영상스피치학과 객원교수
- 서울정화예술대 영상제작학과 객원교수
- 리멤버 미디어 대표이사 CEO 사장

## 학력
- 중앙고등학교 졸업
- 연세대학교 사회과학대학 신문방송학과 학사

## 주요 경력
- 1981년 MBC 공채 아나운서
- MBC 아나운서국 부장
- MBC 아나운서국 국장
- 전국 아나운서 연합회 회장
- 2010년 3월 16일 ~ 2013년 6월 6일 : 안동 MBC 대표이사 사장
- 2013년 6월 6일 : 안동 MBC 대표이사 사장 직을 끝으로써 MBC 정년 퇴임
- 리멤버 미디어 대표이사 사장

## 진행 프로그램

### TV
- MBC TV 《MBC 창작동요제》 (1986년 ~ 1987년)
- MBC TV 《MBC 스포츠뉴스》 (1986년 ~ 1998년)
- MBC TV 《MBC 사랑의 퀴즈》 (1990년)
- MBC TV 《특집 MBC 권투》 (1990년 ~ 1995년)
- MBC TV 《MBC 대학가곡제》 (1992년)
- MBC TV 《MBC 주부가요열창》 (1992년)
- MBC TV 《MBC 주말뉴스》 (1994년)
- MBC TV 《특집 예능 스페셜 오는 2002년 월드컵 축구》 (1996년 9월 8일 제1회, 1997년 3월 2일 제2회)
- MBC TV 《MBC 뉴스센터 630》 (1997년)
- MBC TV 《휴먼TV 즐거운 수요일》 (1997년 ~ 1998년)
- MBC TV 《10시! 임성훈입니다》 (1998년 ~ 1999년)
- MBC TV 《구성애의 아우성》 (1998년)
- MBC TV 《휴먼TV 앗! 나의 실수》 (1998년 ~ 1999년)
- MBC TV 《청소년에게 고함》 (1999년)
- MBC TV 《한국 100년 우리는 이렇게 살았다》 (1999년)
- MBC TV 《피자의 아침》 (2000년)
- MBC TV 《MBC 가요콘서트》 (2000년)
- MBC TV 《장수보감》 (2001년)
- MBC TV 《TV로 보는 세계》 (2001년 ~ 2002년)
- MBC TV 《TV 속의 TV》 코너 TV산책, 이윤철의 옛날TV, 이윤철의 TV이야기 (2000년 ~ 2005년)
- MBC TV 《늘 푸른 인생》 (2000년 ~  2001년, 2002년 ~ 2003년)
- MBC TV 《생방송 토요이레》 (2005년)
- MBC TV 《톡톡톡 오후 2시》 (2005년 ~ 2007년)
- MBN TV 《아빠의 청춘 블루진》 (2014년 9월 13일 ~ 2015년 2월 15일)
- SBS TV 《스타주니어쇼 붕어빵》 (2014년)
- OBS 경인TV 《OBS 경인포커스》 (2015년 ~ 2016년)
- EBS TV 《아버지의 귀환》 (2015년, 2016년)
- MBN TV 《황금알》 (2015년)
- MBN TV 《속풀이쇼 동치미》 (2016년)
- TV조선 《얼마예요?》 (2017년 ~ 2020년)
- 채널A TV 《이제 만나러 갑니다》 (2018년)
- 채널A TV  《TV 주치의 닥터 지바고》 (2018년)
- TV조선 《인생다큐 마이웨이》 (2019년)
- TV조선 《기적의 습관》 (2020년)
- TV조선 《퍼펙트 라이프》 (2023년 5월 24일)

### 라디오
- MBC 표준FM 《세계로 가는 아침》 (1995년 4월 1일 ~ 1997년 3월 1일)
- MBC 표준FM 《이윤철 최유라의 지금은 라디오 시대》 (2002년 10월 2일 ~ 2003년 10월 19일)